# Escola de Arte e Design de Liverpool
A Escola de Arte e Design de Liverpool (originalmente Liverpool College of Art, mais tarde Liverpool School of Art and Design e sigla LSAD) é uma faculdade de artes integrante da Universidade John Moores de Liverpool.
Atualmente está situada no edifício da Academia de Arte e Design (Art and Design Academy, ADA), num moderno edifício erguido no centro do Liverpool's Knowledge Quarter.

## Histórico

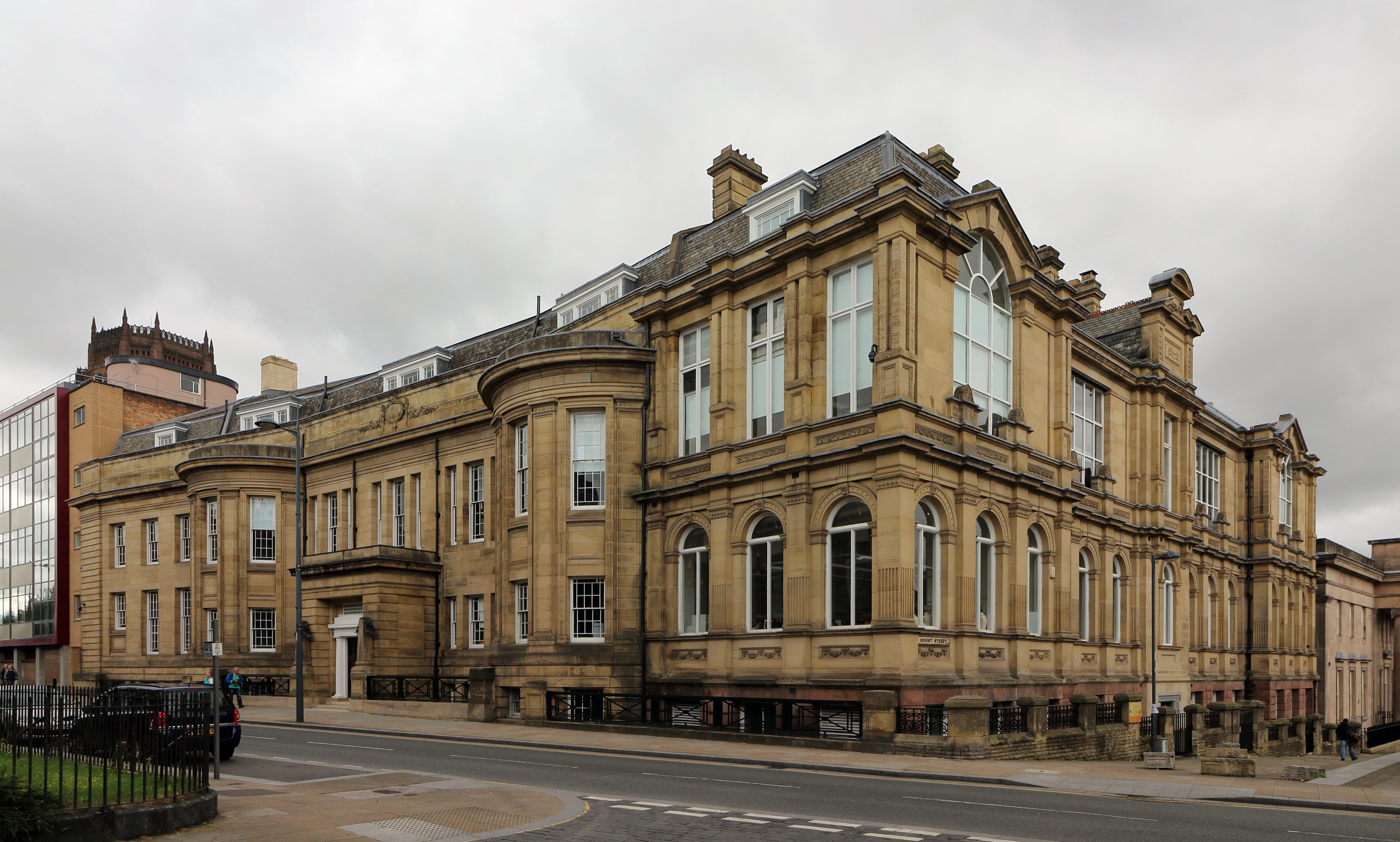
Fachada do edifício onde funcionou a instituição até 2008. Em estilo neogrego do arquiteto Thomas Cook.

A LSAD foi fundada em 1825, sendo a mais antiga instituição do gênero no Reino Unido fora de Londres, tendo o nome original de Liverpool Mechanics’ School of Art Institute, e seu objetivo inicial era fornecer qualificação aos trabalhadores da cidade.
Na década de 1850 a instituição foi evoluindo para o ensino artístico a ponto de em 1856 ter seu nome modificado, passando então a se chamar Liverpool Institute and School of Art; na década de 1880 a faculdade mudou de endereço para um um prédio na Hope Street, onde permaneceu até o começo do século XXI, quando o aumento de alunos e funcionários obrigou à transferência para novo lugar, embora ao longo dos anos vários outros prédios tivessem sido adquiridos para absorver suas necessidades.
Em 2012 o Instituto de Artes Performáticas de Liverpool (Liverpool Institute of Performing Arts, com sigla LIPA), uma instituição da qual Paul McCartney foi co-fundador em 1995 no edifício do Liverpool Institute for Boys (a escola onde ele estudara, junto a George Harrison, tencionou adquirir o prédio histórico da LSAD e que é vizinho da LIPA.

## Alunos notáveis
Dentre seus ex-alunos estão John Lennon, sua ex-esposa Cynthia, Stuart Sutcliffe o baixista original dos Beatles, entre outros.